# Nathalie Lievens
Nathalie Lievens (Brugge, 11 september 1977)is een Belgisch krachtbalster.

## Levensloop
Lievens speelde in de jeugd bij Robland Sint- Michiels en was daarna actief bij KRB Loppem, Robland Sint- Michiels, KBK Ichtegem en opnieuw KBC Sint-Michiels. Ze werd dertienmaal verkozen tot Speelster van het Jaar (1999, 2004, '05, '06, '08, '11, '12, '13, '15, '16, '17, '18 en '19).
Haar zus Veerle en haar echtgenoot Bart Rosseel zijn ook actief in het krachtbal.

## Palmares
| Competitie            | Aantal     | Seizoenen                                   |
| KRB Loppem            | KRB Loppem | KRB Loppem                                  |
| --------------------- | ---------- | ------------------------------------------- |
| Landskampioen         | 1x         | 1998-99                                     |
| Beker van Vlaanderen  | 1x         | 1998-99                                     |
| Robland Sint-Michiels |            |                                             |
| Landskampioen         | 2x         | 2003-04, 2004-05                            |
| Beker van Vlaanderen  | 5x         | 2000-01, 2001-02, 2003-04, 2004-05, 2005-06 |
| KBK Ichtegem          |            |                                             |
| Landskampioen         | 3x         | 2008-09, 2009-10, 2010-11                   |
| Beker van Vlaanderen  | 4x         | 2007-08, 2008-09, 2009-10, 2010-11          |
| KBC Sint-Michiels     |            |                                             |
| Landskampioen         | 4x         | 2015-16, 2016-17, 2017-18, 2021-22          |
| Beker van Vlaanderen  | 4x         | 2014-15, 2015-16, 2017-18, 2021-22          |